# Episodi di Wandin Valley (sesta stagione)
La sesta stagione della serie televisiva Wandin Valley è stata trasmessa in anteprima in Australia dalla Seven Network nel corso del 1986.
| nº | Titolo originale                      | Titolo italiano | Prima TV Australia | Prima TV Italia |
| -- | ------------------------------------- | --------------- | ------------------ | --------------- |
| 1  | Friends for Life (Part 1)             |                 | 1986               |                 |
| 2  | Friends for Life (Part 2)             |                 | 1986               |                 |
| 3  | Illusions (Part 1)                    |                 | 1986               |                 |
| 4  | Illusions (Part 2)                    |                 | 1986               |                 |
| 5  | The Luck of the Game (Part 1)         |                 | 1986               |                 |
| 6  | The Luck of the Game (Part 2)         |                 | 1986               |                 |
| 7  | The Time of Your Life (Part 1)        |                 | 1986               |                 |
| 8  | The Time of Your Life (Part 2)        |                 | 1986               |                 |
| 9  | Good Mates (Part 1)                   |                 | 1986               |                 |
| 10 | Good Mates (Part 2)                   |                 | 1986               |                 |
| 11 | Out of the Blue (Part 1)              |                 | 1986               |                 |
| 12 | Out of the Blue (Part 2)              |                 | 1986               |                 |
| 13 | Will to Win (Part 1)                  |                 | 1986               |                 |
| 14 | Will to Win (Part 2)                  |                 | 1986               |                 |
| 15 | Fighting Back (Part 1)                |                 | 1986               |                 |
| 16 | Fighting Back (Part 2)                |                 | 1986               |                 |
| 17 | Calm Before the Storm (Part 1)        |                 | 1986               |                 |
| 18 | Calm Before the Storm (Part 2)        |                 | 1986               |                 |
| 19 | Sink or Swim (Part 1)                 |                 | 1986               |                 |
| 20 | Sink or Swim (Part 2)                 |                 | 1986               |                 |
| 21 | Covering Up (Part 1)                  |                 | 1986               |                 |
| 22 | Covering Up (Part 2)                  |                 | 1986               |                 |
| 23 | A Matter of Conscience (Part 1)       |                 | 1986               |                 |
| 24 | A Matter of Conscience (Part 2)       |                 | 1986               |                 |
| 25 | Barriers (Part 1)                     |                 | 1986               |                 |
| 26 | Barriers (Part 2)                     |                 | 1986               |                 |
| 27 | One for the Road (Part 1)             |                 | 1986               |                 |
| 28 | One for the Road (Part 2)             |                 | 1986               |                 |
| 29 | Track Record (Part 1)                 |                 | 1986               |                 |
| 30 | Track Record (Part 2)                 |                 | 1986               |                 |
| 31 | Race, Greed and Colour (Part 1)       |                 | 1986               |                 |
| 32 | Race, Greed and Colour (Part 2)       |                 | 1986               |                 |
| 33 | Glue Factory (Part 1)                 |                 | 1986               |                 |
| 34 | Glue Factory (Part 2)                 |                 | 1986               |                 |
| 35 | Fighting Chance (Part 1)              |                 | 1986               |                 |
| 36 | Fighting Chance (Part 2)              |                 | 1986               |                 |
| 37 | In Love and War (Part 1)              |                 | 1986               |                 |
| 38 | In Love and War (Part 2)              |                 | 1986               |                 |
| 39 | Duty Bound (Part 1)                   |                 | 1986               |                 |
| 40 | Duty Bound (Part 2)                   |                 | 1986               |                 |
| 41 | Black Sheep (Part 1)                  |                 | 1986               |                 |
| 42 | Black Sheep (Part 2)                  |                 | 1986               |                 |
| 43 | Fire (Part 1)                         |                 | 1986               |                 |
| 44 | Fire (Part 2)                         |                 | 1986               |                 |
| 45 | From the Ashes (Part 1)               |                 | 17 giugno 1986     |                 |
| 46 | From the Ashes (Part 2)               |                 | 1986               |                 |
| 47 | Unsung Lulluaby (Part 1)              |                 | 1986               |                 |
| 48 | Unsung Lulluaby (Part 2)              |                 | 1986               |                 |
| 49 | The Deep End (Part 1)                 |                 | 1986               |                 |
| 50 | The Deep End (Part 2)                 |                 | 1986               |                 |
| 51 | Playing the Game (Part 1)             |                 | 1986               |                 |
| 52 | Playing the Game (Part 2)             |                 | 1986               |                 |
| 53 | Caterpillars and Butterflies (Part 1) |                 | 1986               |                 |
| 54 | Caterpillars and Butterflies (Part 2) |                 | 1986               |                 |
| 55 | Listen to the Children (Part 1)       |                 | 23 settembre 1986  |                 |
| 56 | Listen to the Children (Part 2)       |                 | 1986               |                 |
| 57 | Ghosts (Part 1)                       |                 | 1986               |                 |
| 58 | Ghosts (Part 2)                       |                 | 1986               |                 |
| 59 | Let the Sunshine In (Part 1)          |                 | 1986               |                 |
| 60 | Let the Sunshine In (Part 2)          |                 | 1986               |                 |
| 61 | Let the Sunshine In (Part 3)          |                 | 1986               |                 |
| 62 | Let the Sunshine In (Part 4)          |                 | 1986               |                 |
| 63 | Let the Sunshine In (Part 5)          |                 | 1986               |                 |
| 64 | Let the Sunshine In (Part 6)          |                 | 1986               |                 |
| 65 | Past Imperfect (Part 1)               |                 | 1986               |                 |
| 66 | Past Imperfect (Part 2)               |                 | 1986               |                 |
| 67 | Day After Day (Part 1)                |                 | 1986               |                 |
| 68 | Day After Day (Part 2)                |                 | 1986               |                 |
| 69 | Trouble Spots (Part 1)                |                 | 1986               |                 |
| 70 | Trouble Spots (Part 2)                |                 | 1986               |                 |
| 71 | It Isn't Catching, Is It? (Part 1)    |                 | 1986               |                 |
| 72 | It Isn't Catching, Is It? (Part 2)    |                 | 1986               |                 |
| 73 | Price You Pay (Part 1)                |                 | 1986               |                 |
| 74 | Price You Pay (Part 2)                |                 | 1986               |                 |
| 75 | A Question of Attitude (Part 1)       |                 | 1986               |                 |
| 76 | A Question of Attitude (Part 2)       |                 | 1986               |                 |
| 77 | The Things You Learn (Part 1)         |                 | 1986               |                 |
| 78 | The Things You Learn (Part 2)         |                 | 1986               |                 |
| 79 | Playing House (Part 1)                |                 | 1986               |                 |
| 80 | Playing House (Part 2)                |                 | 1986               |                 |
| 81 | Early Stages (Part 1)                 |                 | 1986               |                 |
| 82 | Early Stages (Part 2)                 |                 | 1986               |                 |
| 83 | Growing Pains (Part 1)                |                 | 1986               |                 |
| 84 | Growing Pains (Part 2)                |                 | 1986               |                 |
| 85 | Out of Proportion (Part 1)            |                 | 1986               |                 |
| 86 | Out of Proportion (Part 2)            |                 | 1986               |                 |
| 87 | Hidden Extras (Part 1)                |                 | 1986               |                 |
| 88 | Hidden Extras (Part 2)                |                 | 1986               |                 |